# Meyrickella
Meyrickella är ett släkte av fjärilar. Meyrickella ingår i familjen nattflyn.
Kladogram enligt Catalogue of Life:
| Meyrickella | \| \| Meyrickella ruptellus \| \| \| \| \| \| Meyrickella torquesaria \| \| \| \| |
|             | \| \| Meyrickella ruptellus \| \| \| \| \| \| Meyrickella torquesaria \| \| \| \| |
|             | Meyrickella ruptellus                                                             |
|             |                                                                                   |
|             | Meyrickella torquesaria                                                           |
|             |                                                                                   |

## Bildgalleri

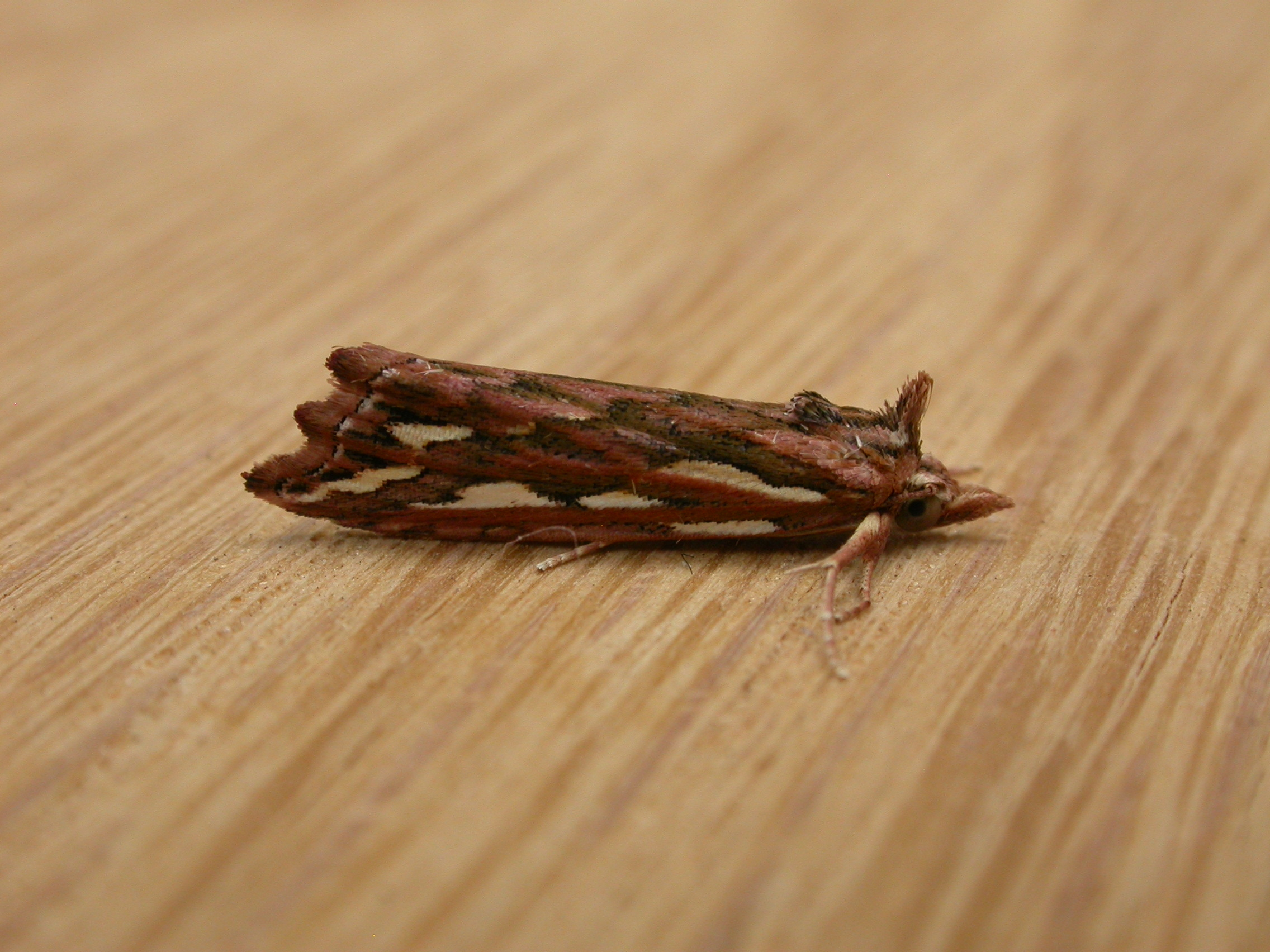
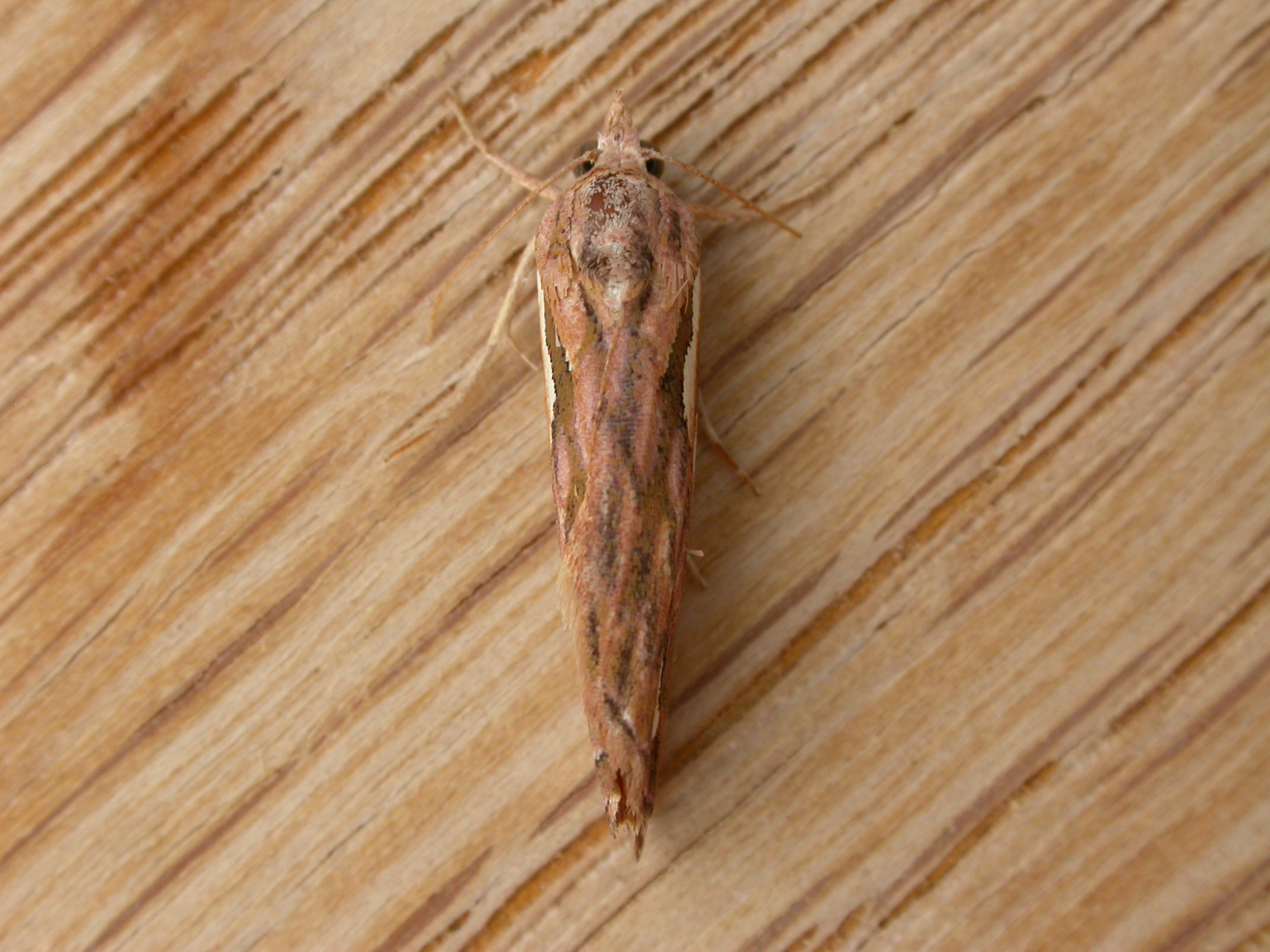
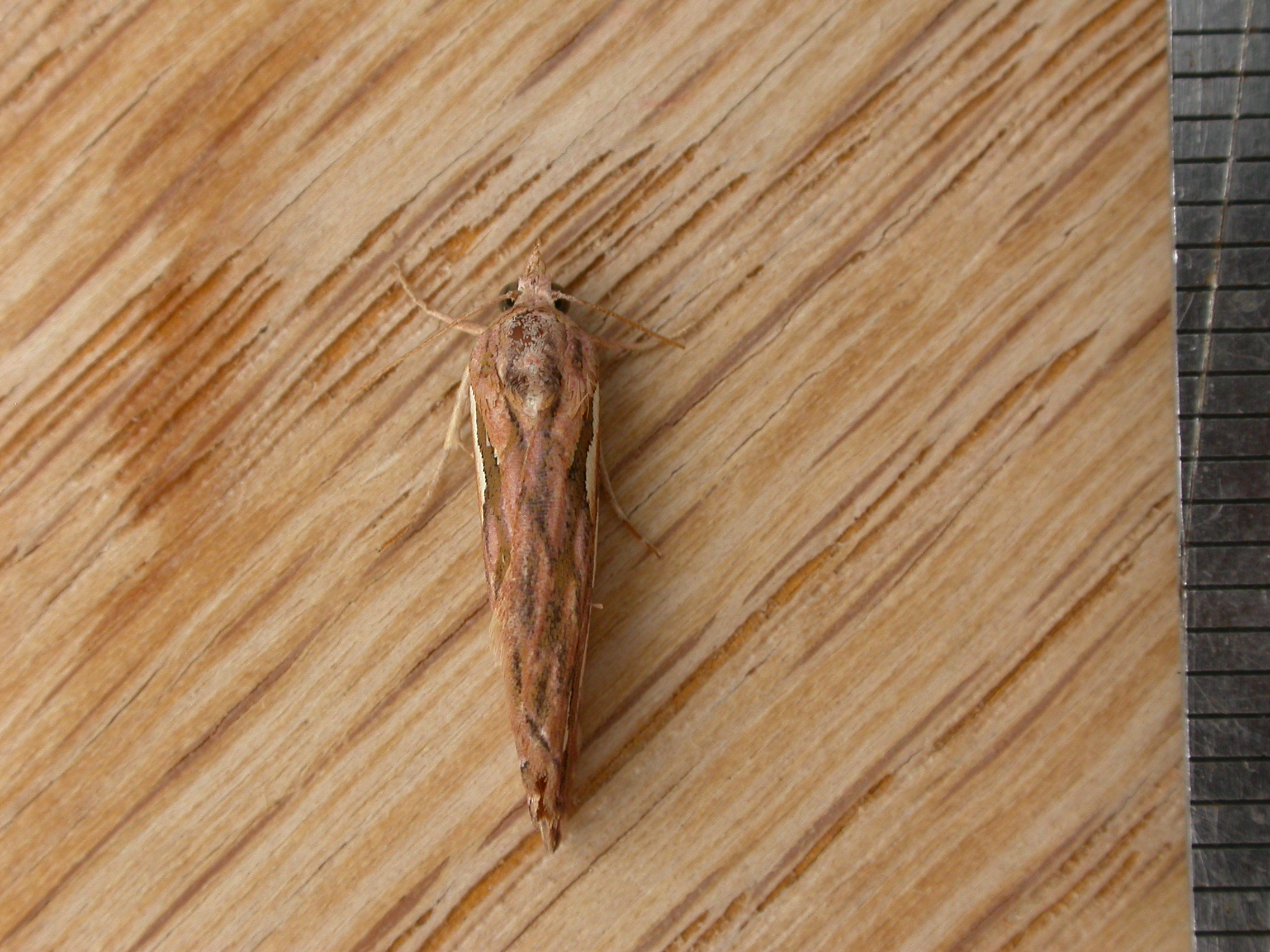
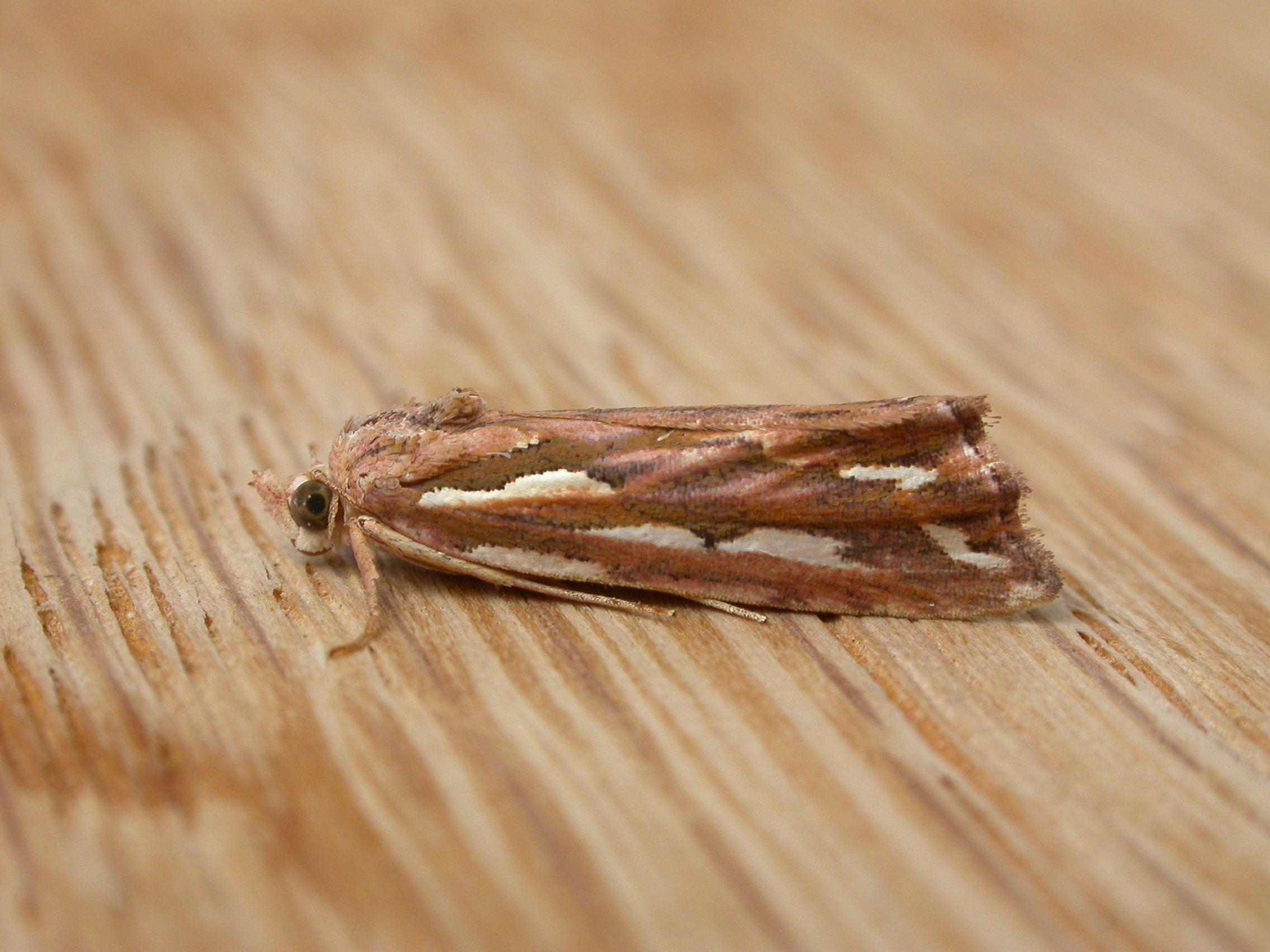
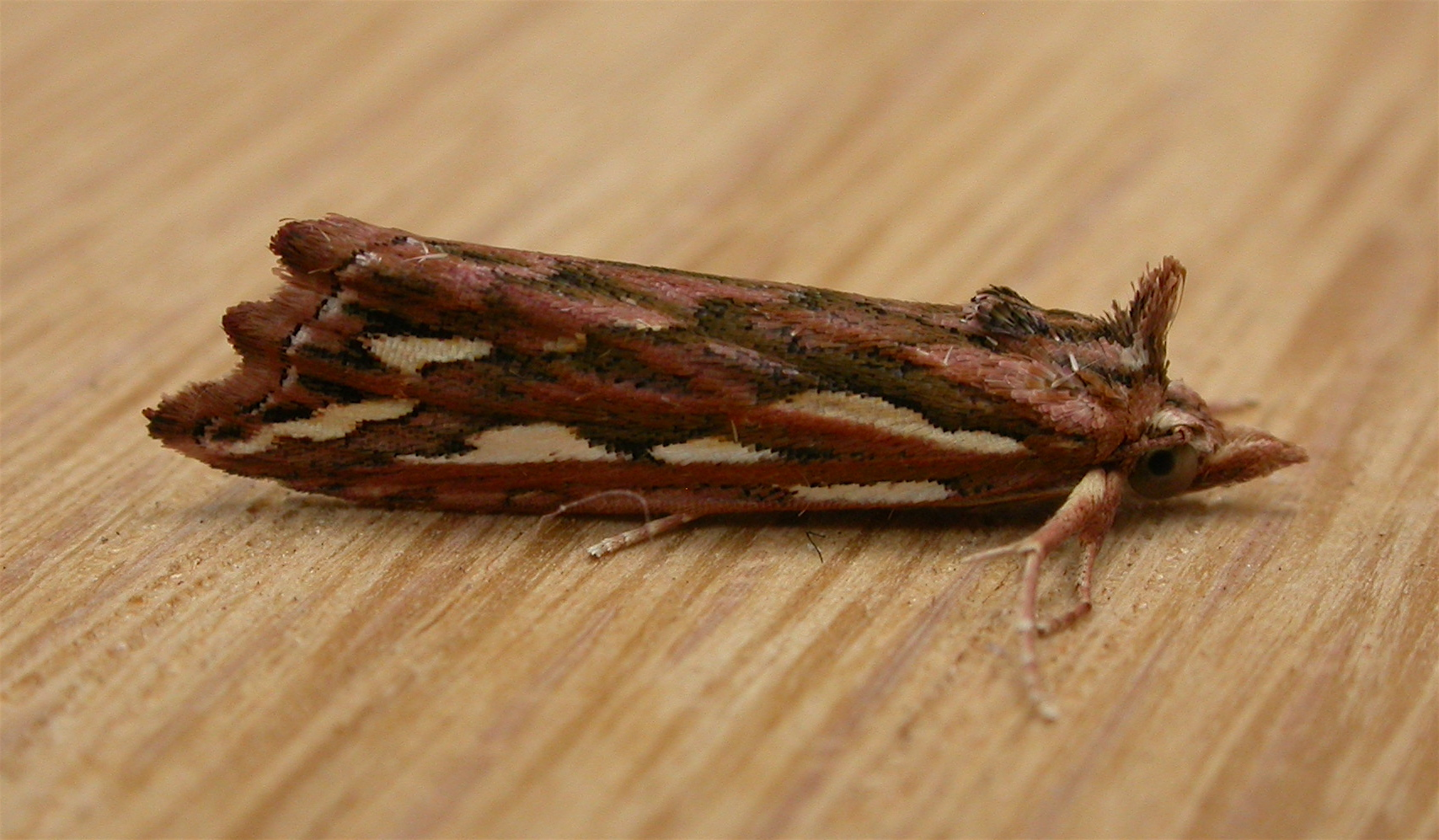